# Eetpiraterij
Een eetpiraat of zwarteter, in België ook wel een tafelschuimer genoemd, is iemand die in een restaurant gaat eten terwijl hij weet dat hij de rekening niet kan of wil betalen.
Eetpiraterij is een vorm van flessentrekkerij, te vergelijken met tanken en wegrijden zonder te betalen. Een eetpiraat gaat naar een restaurant en bestelt daar voedsel. Wanneer de rekening komt, deelt hij het personeel mee dat hij niet kan betalen, of probeert stiekem weg te lopen. Vooral in grotere en drukkere restaurants en bij terrassen kan een eetpiraat op deze wijze aan de waakzaamheid van het personeel ontsnappen.
Sommige eetpiraten pakken het geraffineerder aan door het personeel op te lichten. Dit kan op verschillende manieren. Een klassieke truc is een gefingeerde klacht over het eten of de bediening waarmee gepoogd wordt een gratis maaltijd af te troggelen. Een andere truc is regelmatig naar buiten gaan om zogenaamd een luchtje te scheppen of te roken zodat het personeel hieraan gewend raakt, waarna men de laatste 'rookpauze' benut om de benen te nemen. Soms worden om het personeel te misleiden, (waardeloze) spullen of lege tassen achtergelaten. Bij drive-in restaurants vinden varianten plaats waarbij de dader zich voorbij het betaalloket kletst, vervolgens wacht tot de achterligger heeft besteld, en bij het afhaalloket de bestelling van de achterligger oppikt en ermee vandoorgaat.
Afwassen wordt geacht de klassieke straf te zijn voor de eetpiraat: met het loon dat hij verdiende zou de rekening worden betaald en door het vervelende werk zou hij het in het vervolg wel uit zijn hoofd laten ergens te gaan eten zonder te betalen. De meeste restaurants bellen de politie. Restaurants bestrijden eetpiraterij door elkaar gegevens van eetpiraten door te geven, zodat dergelijke personen van tevoren geweigerd kunnen worden.
Eetpiraterij wordt ook bestraft met werkstraffen. In november 2008 werd een Tilburgse eetpiraat veroordeeld tot een werkstraf van 80 uur. Het betrof hier een beruchte eetpiraat met de bijnaam Paul Lekkerbek.
Een bekende fictieve eetpiraat is het Disneyfiguur Joe Carioca, die in verschillende Donald Duckverhalen vrouwen meeneemt naar dure restaurants om indruk op ze te maken maar zich vervolgens onder de rekening uit probeert te werken.
Een variant op de eetpiraat is de slaappiraat, in België ook wel hotelschuimer genoemd. Deze piraat overnacht in slaapaccommodaties terwijl hij weet dat hij de rekening niet kan of wil betalen. Er is een slaappiraat die een jaar gevangenisstraf hiervoor heeft gekregen.